# Viritech
Viritech – brytyjskie przedsiębiorstwo specjalizujące się w rozwoju technologii z wykorzystaniem wodoru, a także wodorowych hipersamochodów, z siedzibą w Warwick, działający od 2021 roku.

## Historia
Przedsiębiorstwo Viritech zostało założone w 2020 roku w brytyjskim Warwick za cel obierając rozwój technologii oraz rozwiązań z wykorzystaniem wodoru. Ważnym etapem w rozwoju firmy było przedstawienie w maju 2021 planów związanych z autorskim projektem samochodu będącego wówczas w fazie rozwoju, wraz z grafikami wskazującymi wstępny wygląd. Rok później, w czerwcu 2022, opublikowano fotografie i wstępną specyfikację przedprodukcyjnego hipersamochodu o napędzie wodorowym. Wstępny projekt stylistyczny zarzucono, a finalny zrealizowało ostatecznie włoskie studio Pininfarina. 
Viritech Apricale został zbudowany z myślą zademonstrowania umiejętności konstruktorów brytyjskiej firmy, będąc z założenia pojazdem niskoseryjnym o maksymalnej wielkości produkcji nie większej niż 25 samochodów. W momencie prezentacji Viritech zapowiadało, że pierwsze egzemplarze Apricale zostaną dostarczone nie później niż w 2024 roku. Informacje te potwierdziło oświadczenie firmy z 2023 roku.

## Modele samochodów

### Planowane
- Apricale